# Cratere Sasakan
Sasakan è un cratere sulla superficie di Marte.